# Frédéric de Cheusses
Frédéric Henry de Cheusses (5 décembre 1701 à Copenhague - 19 septembre 1773 à Altona), est un diplomate franco-danois.

## Carrière d'officier
Son père est le margrave Henri de Cheusses. Issu d'une famille huguenote, il est né à Copenhague en 1701 et a étudié à Utrecht et Lunéville. Il sert d'abord dans la cavalerie, où il devient lieutenant des gardes royaux à cheval (da) en 1722, rittmeister en 1731, lieutenant-colonel et adjudant-général en 1734 et colonel en 1736. En 1743, il entre dans le service diplomatique en succédant à Jessen comme envoyé à Berlin, où il reste d'avril 1743 à novembre 1746, puis se rend à Saint-Pétersbourg, où il succède à Carl von Holstein (da) et y reste jusqu'en septembre 1749. Il termine sa carrière en tant qu'ambassadeur à La Haye, d'avril 1753 à mai 1769.

## Missions diplomatiques
De Cheusses n'a pas attaché son nom à un acte diplomatique important, mais il a eu le mérite d'avoir contribué matériellement à maintenir le Danemark à l'écart de situations dangereuses. Ses activités sont à l'image de ses qualités. Il ne se distingue pas par de brillantes capacités ou initiatives, mais plutôt par sa prudence et sa fiabilité. Ce sont précisément ces qualités qui furent nécessaires pour traiter avec Frédéric II de Prusse et, plus tard, Pyotr Bestuschev. Ce dernier tente d'entraîner le Danemark dans une alliance offensive contre la Suède dans le but d'inverser le rapport de force et de conquérir les provinces suédoises, mais Cheusses s'oppose à ce projet, les intérêts du Danemark étant de préserver les intérêts suédois et d'empêcher un rapprochement de ce pays avec la Russie, tout en s'assurant qu'Adolphe-Frédéric renonce pour sa part aux prétentions gottorpiennes sur les duchés (da). La prudence de Cheusses permet de maintenir la liberté d'action de son gouvernement sans offenser la Russie et, en même temps, Adolphe-Frédéric ait incité, par la crainte d'une alliance entre le Danemark et la Russie, à s'entendre avec les Danois au sujet des duchés et à renoncer à tout projet de changement de gouvernement. Une fois cet objectif atteint, la demande répétée de rappel de Cheusses est acceptée et il est remplacé par le comte Rochus Friedrich zu Lynar.

## La Haye
La Hollande, où de Cheusses est ensuite envoyé, est un poste important. C'est un véritable carrefour concernant les renseignements politiques, et un centre de diffusion européen de premier plan grâce à la presse hollandaise. La Haye est un centre diplomatique où les ambassadeurs de chaque pays peuvent se rencontrer en terrain neutre. Enfin, Amsterdam est une place financière importante, à laquelle tous les gouvernements recourent lorsqu'ils ont besoin d'emprunter. De Cheusses tient son gouvernement informé de tout ce qui se passe en Hollande et s'acquitte habilement des commissions financières qui lui sont confiées. Cependant, il n'a pas l'occasion d'endosser un rôle diplomatique important. Les intérêts politiques des deux pays ne se rejoignent que sur un point, à savoir l'importance de garder un commerce neutre, et lorsque, en 1758, les ingérences anglaises atteignent un niveau trop important pour le Danemark, Cheusses reçoit l'ordre de proposer une alliance à la Hollande afin de contrecarrer l'Angleterre, par la force des armes, à respecter la liberté du commerce. Ce plan ne se concrétise pas, car l'Angleterre accepte de faire des concessions, notamment à la Hollande, et le gouvernement anglophile de La Haye est peu enclin à se résoudre à une rupture avec l'Angleterre. À cette occasion, de Cheusses est soupçonné d'avoir suivi de trop près ses sympathies personnelles, car il ne communique la proposition susmentionnée qu'aux membres du gouvernement et non pas aussi, comme ses instructions l'avaient suggéré, à l'opposition. De Cheusses était favorable aux intérêts britanniques, et son protestantisme zélé le rendait également proche de la Prusse. J.H.E. Bernstorff s'efforce d'amener son subordonné à une vision moins idéaliste des politiques britannique et prussienne, en lui reconnaissant toutefois le fait que « de naissance et de cœur », de Cheusses est un Danois honnête, et de le traiter comme un confident.
De Cheusses entre en contact avec Sønke Ingwersen (da) pour l'attirer au Danemark, bien que le diplomate avait une vision peu flatteuse du marchand, que de Cheusses considérait comme plutôt ambitieux.
En 1757, de Cheusses devient chevalier blanc, et en 1765 il est nommé au Geheimer Rat (Conseil privé) lorsque le roi Christian VII visite la Hollande lors de son grand voyage. Il meurt à Altona en 1773, où il est enterré. Son successeur à La Haye est son ancien secrétaire Frederik Carl de la Pottrie (da), après que la suggestion de la nomination du comte Adolph Sigfried von der Osten (da) soit rejetée par le baron Achatz Ferdinand von der Asseburg (de).
De Cheusses était propriétaire terrien à Bredstedt dans le Schleswig (il possédait le domaine de Lütjenhorn dans la paroisse de Læk (da)) et épouse Sophie-Ernestine-Louise Suzannet de La Forest (enterrée le 7 décembre 1765 à La Haye), petite-fille du lieutenant général et marquis Frédéric-Henri Suzannet de La Forest, le 30 mars 1732. Sa fille a épousé le capitaine hollandais Jacob Henrik von Stöcken.